# Trioza divisa
Trioza divisa är en insektsart som beskrevs av Crawford 1917. Trioza divisa ingår i släktet Trioza och familjen spetsbladloppor. Inga underarter finns listade i Catalogue of Life.